# 889

## Hlavy státu
- České knížectví – Bořivoj I.
- Velkomoravská říše – Svatopluk I.
- Papež – Štěpán V.
- Anglie – Alfréd Veliký
  - Mercie – Æthelred
- Skotské království – Giric – Donald II.
- Východofranská říše – Arnulf Korutanský
- Západofranská říše – Odo Pařížský
- První bulharská říše – Boris I. – Vladimír Bulharský
- Kyjevská Rus – Oleg
- Byzanc – Leon VI. Moudrý